# Axel (egyértelműsítő lap)
- Axel jelentheti:
  - Axel, keresztnév
  - Axel, város Hollandiában, Zeeland tartományban
  - Az Amerikai Egyesült Államokban zsidó vezetéknév
  - Axel-ugrás, egy ugrástípus a műkorcsolyában
  - Axel, a finnországi Abo Egyetem kabalája

- Axel az irodalomban:
  - Axël, Auguste de Villers de L’Isle-Adam drámája
  - Axel, főszereplő Jules Verne Utazás a föld középpontja felé című művében
  - Axel Rex, Nabokov Nevetés a sötétben című művének egyik karaktere

- Axel a filmekben és a televízióban:
  - Axel Foley főszereplő a Beverly Hills-i zsaru filmekben
  - "Axel F" az 1985-ös Beverly Hills-i zsaru betétdala Harold Faltermeyertől, később remixelte a Crazy Frog 2005-ben
  - Axel Thurston, karakter az Eureka Seven című animében
  - Axel Brodie, egy karakter a Yu-Gi-Oh!-ban
  - Axel Palmer, egy karakter az  1981-es Véres Valentin című horrorban, 2009-ben Véres Valentin 3D címen remake-elték
  - Axel Blaze az egyik főszereplő karakter az Inazuma Eleven sorozatban

- Axel a videójátékokban:
  - Axel, választható karakter a Twisted Metal című harci videójáték sorozatban
  - Axel, egy elefánt az Animal Crossing videójáték sorozatban
  - Axel, választható karakter a Crazy Taxi videójáték sorozatban
  - Axel, egy karakter a Kingdom Hearts videójáték sorozatban
  - Axel, egy karakter a Suikoden játéksorozatban, aki a Suikoden IV és a Suikoden Tactics játékokban szerepelt
  - Axel, védelmező a Sanctuary of Water and Ice részen a Rayman 2: The Great Escape-ben
  - Axel, a sötét hős, egy karakter Disgaea 2: Cursed Memories-ban
  - Axel Blaze az egyik alapjátékos az Inazuma Eleven játéksorozatban
  - Axel Dark-Key, negatív karakter az Ape Escape Million Monkeys-ban
  - Axl Low, egy karakter a Guilty Gear videójátékokban
  - Axel Hawk, egy karakter a Fatal Fury videójátékokban
  - Axel Steel, egy karakter a Guitar Hero videójátékokban
  - Axel Stone, egy karakter a Streets of Rage játékokban

- Axel az üzleti életben:
  - Axel Springer lapkiadó
  - Axel Pro számlázó program
  - axel.hu internetes lap

- Híres Axelek:
  - Axel Wallenberg, Oscar Wallenberg fia, nagyiparos és diplomata
  - Axel Springer, az Axel Springer AG kiadó megalapítója
  - Axel Erlandson, svéd művész, élő szoborként nevelt fáival vált híressé
  - Axel Enthoven, híres designer
  - Erik Axel Karlfeldt, Nobel-díjas költő
  - Axel, a Kerozin magyar együttes énekese
  - Axl Rose, Guns'n'Roses frontembere

## Fordítás
- Ez a szócikk részben vagy egészben  az   Axel című 483369784 Wikipédia-szócikk ezen változatának fordításán alapul.  Az eredeti cikk szerkesztőit annak laptörténete sorolja fel. Ez a jelzés csupán a megfogalmazás eredetét és a szerzői jogokat jelzi, nem szolgál a cikkben szereplő információk forrásmegjelöléseként.